# Vísky, Blansko
Vísky là một làng thuộc huyện Blansko, vùng Jihomoravský, Cộng hòa Séc.